# Чернэяну, Константин
Константи́н Чернэя́ну (рум. Constantin Cernăianu; 12 октября 1933, Тыргу-Жиу — 22 июня 2015, Бухарест) — румынский футболист и футбольный тренер, играл на позиции полузащитника.

## Биография

### Клубная карьера
С 1954 по 1955 год играл за «Штиинцу».

### Тренерская карьера
Завершив в 1960 году игровую карьеру в 27 лет, Чернэяну стал ассистентом Илие Оанэ в «Петролуле», в качестве которого в 1963 году выиграл Кубок Румынии. В 1965 году он был назначен главным тренером «Петролула», вместе с которым в 1966 году выиграл чемпионский титул. На тот момент ему было 32 года и он стал самым молодым тренером Румынии, выигрывавшим чемпионский титул. В Кубке европейских чемпионов сезона 1966/1967 «Петролул» встречался с английским «Ливерпулем», одержав победу во втором матче со счётом 3:1, но этого не хватило румынской команде для прохода в следующий раунд. В 1968 году Оанэ вернулся в «Петролул» и Чернэяну стал его помощником на один сезон.
С 1969 по 1971 год вновь работал главным тренером «Петролула», а затем перешёл в «Университатя Крайова». По итогам сезона 1972/73 «Крайова» заняла 2-е место, уступив при равенстве очков бухарестскому «Динамо». Поэт Адриан Пэунеску прозвал «Крайову» «Campioana unei mari iubiri» (Чемпион большой любви) В сезоне 1973/74 «Крайова» завоевала чемпионский титул и принимала участие в Кубке европейских чемпионов сезона 1974/1975, где проиграла шведскому «Отвидабергу» по сумме двух матчей 4-3.
В 1976 году стал ассистентом главного тренера Штефана Ковача в сборной Румынии по футболу. Румыния не смогла квалифицироваться на чемпионат мира по футболу 1978 года. В 1979 году он возглавил сборную Румынии, в которой работал главным тренером до 1980 года. Он возглавлял молодёжную сборную Румынии, с которой завоевал бронзовые медали на молодёжном чемпионате мира 1981 года.
Затем Чернэяну работал главным тренером «Спортул Студенцеска» и «Стяуа» и в 1983 году уехал на Кипр, где работал главным тренером никосийского «Олимпиакоса». Вернувшись на Родину, работал главным тренером бухарестского «Динамо», бухарестского «Рапида» и «Глории» В 1988 году вернулся на Кипр, где работал главным тренером «Олимпиакоса» в течение четырёх сезонов и в 1992 году вышел на пенсию.

### Смерть
Скончался 22 июня 2015 года в Бухаресте в возрасте 81 года.

## Достижения

### Как главного тренера
«Петролул»
- Чемпион Румынии (1) : 1965/66

«Университатя Крайова 1948»
- Чемпион Румынии (1) : 1973/74